# وجيهة الحويدر
وجيهة الحويدر (من مواليد 1962 أو 1963م على الأرجح) هي كاتبة وناشطة حقوقية سعودية في مجال حقوق الإنسان. تعمل وجيهة الحويدر في شركة أرامكو السعودية.

## مسيرتها
في عام 2003م مُنِعت وجيهة الحويدر من الكتابة في الصحف، وفي 4 أغسطس 2006 اُعتِقلت إثر رفعها لافتة تطالب بحقوق المرأة على جسر الملك فهد الذي يربط بين السعودية والبحرين وأفرج عنها بعد أن أعطيت إنذارًا لتخطيطها لعمل مظاهرات في السعودية علماً بأن المظاهرات ممنوعة بالسعودية. في 20 سبتمبر 2006 استدعت إدارة المباحث في الخبر وجيهة الحويدر وحققت معها قرابة ست ساعات وأجبرت الناشطة وجيهة الحويدر على التوقيع على تعهد خطي بعد القيام بأي نشاطات ميدانية أو إلكترونية حقوقية ومنعت من السفر على إثر ذلك لمدة قصيرة.
منذ منتصف العام 2004، تقوم وجيهة بكتابة مقال بشكل شبه اسبوعي. كما أن هناك أكثر من 100 مقال نشرت لها منذ ذلك التاريخ وحتى الآن في موقع الحوار المتمدن وتدور معظم مقالاتها حول حقوق المرأة والمساواة.
في تاريخ 18 رمضان 1428 هـ الموافق 19 ديسمبر 2008م، استضاف تركي الدخيل كلاً من وجيهة الحويدر والصحفية ابتهال مبارك في برنامج إضاءات، وذلك على إثر ضجة إعلامية بعد إصدار مجموعة مكونة من وجيهة الحويدر، ابتهال مبارك، فوزية العيوني وأخريات للائحة من 1100 توقيع لرجال ونساء مرسلة للملك عبد الله بن عبد العزيز ملك المملكة العربية السعودية للمطالبة بالسماح بقيادة المرأة للسيارة .